# Peta Devlin

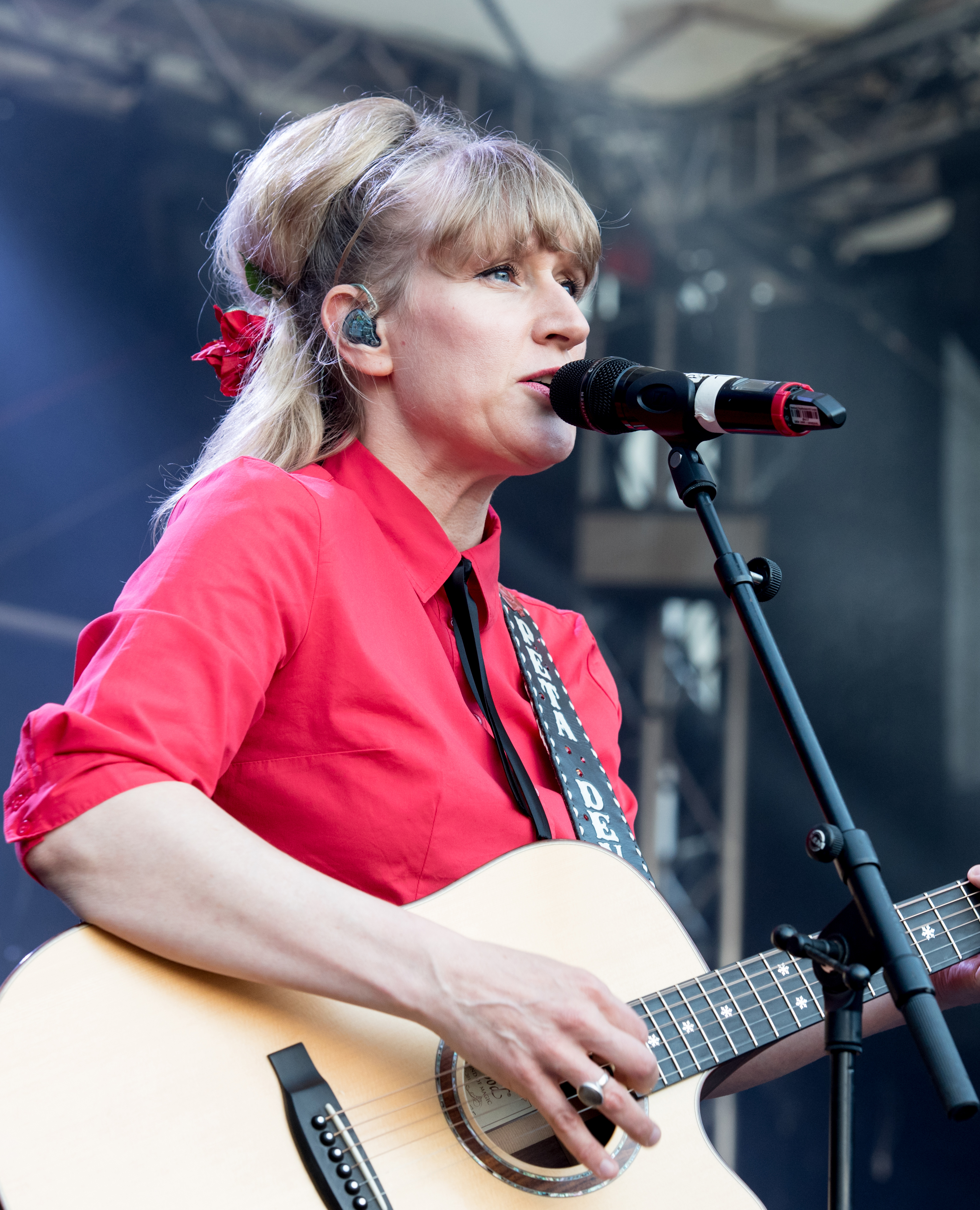
Peta Devlin beim Holsten Brauereifest 2016

Peta Devlin (* um 1968 in London) ist eine in Hamburg lebende Musikerin und Musikproduzentin.

## Musikerin
Devlin verließ als junge Frau England und begann Mitte 1990 als Straßenmusikerin in Hamburg. Dort lernte sie ihren langjährigen Lebensgefährten Thomas Wenzel (Die Goldenen Zitronen, Die Sterne) sowie Bernadette La Hengst kennen, deren musikalische Vorstellungen ihren eigenen ähnlich waren. Auf deren Vorschlag wurde sie dann Bassistin und Sängerin der Hamburger Band Die Braut haut ins Auge, und blieb zehn Jahre dabei. Nach deren Auflösung 2000 spielte sie – unterbrochen von einer Schwangerschaftspause 2005 – bis 2006 bei Oma Hans und seitdem bei Hoo Doo Girl, wo sie neben Bass auch Gitarre und Schlagzeug spielt. Zudem existiert seit 1999 mit Thomas Wenzel (Die Sterne, Die Goldenen Zitronen), Ecki Heins (Fink) und Thomas Butteweg (Incredible Sinalco Bums) ein Alternative-Country-Projekt unter dem Namen Cow.
2013 und 2014 war sie an Bela B.s Album Bye beteiligt. Devlin tritt als Background-Sängerin und im gemeinsam geschriebenen Song nicht nice als seine Duettpartnerin auf. Ebenfalls 2014 ging sie mit Bela B. und der Country-Band Smokestack Lightning auf Tour. Im Herbst 2014 sollte das Debütalbum ihrer neuen Band Mars needs Women erscheinen, herausgegeben auf Bela B.s Label B-Sploitation. Die weiteren Mitglieder der Band sind alte Bekannte aus ihrer Musikkarriere: Barbara Hass, wie Devlin ehemals bei Die Braut haut ins Auge und Susie Reinhardt von Hoo Doo Girl.

## Produzentin
Devlin, die bereits als Kind von Technik begeistert war, begann als Tontechnikerin in Chris von Rautenkranz’ Soundgarden-Studio. Hier produzierte sie gemeinsam mit Rautenkranz und Thies Mynther das Superpunk-Album Einmal Superpunk bitte! und arbeitete mit Blumfeld und den Sternen. 2007 produzierte sie Schrottism von Schrottgrenze und 2009 It's Cold Outside And The Gnome Is You von Tenfold Loadstar. Gemeinsam mit Jens Rachut produzierte sie auch Hörspiele fürs Radio.

## Diskografie
- Die Braut haut ins Auge
  - Die Braut haut ins Auge (1994)
  - Was nehm ich mit? (1995)
  - Pop ist tot (1998)
  - +1 auf der Gästeliste (2000)
- Cow
  - Cow – Die Erste (EP, 1999)
  - Feeding Time (2002)
- Oma Hans
  - Bremen – Zürich – Karlsruhe (MiniLP, 2001)
  - Trapperfieber (LP, 2002)
  - Oma Hans (CD aus den beiden ersten LPs, 2005)
  - Peggy (LP, 2005)
- Hoo Doo Girl
  - … Calls The Shots (2007)
- Mars needs Women
  - Lover from Mars (Single, 2014)

## Hörspielmusik
- 2013: Dunja Arnaszus: Wir fallen nicht – Regie: Dunja Arnaszus (DLF) – Musik mit Thomas Wenzel
- 2016: Sartana – noch warm und schon Sand drauf – Regie: Leonhard Koppelmann, Musik mit Bela B. und Smokestack Lightnin’[6]